# Haplogrup mitocondrial humà C
L'haplogrup mitocondrial humà C és un haplogrup humà que es distingeix per l'haplotip dels mitocondris.
L'haplogroup C es creu que va emergir Àsia fa uns 60.000 anys. És un descendent de l'haplogrup M.
L'haplogroup C es troba al nord-est d'Àsia (incloent-hi Sibèria) i és un dels cinc haplogrups trobats en els nadius americans, essent els altres els A, B, D i X.
En el popular llibre The Seven Daughters of Eve, Bryan Sykes anomena Chochmingwu a l'originador d'aquest haplogrup.